# The Savage

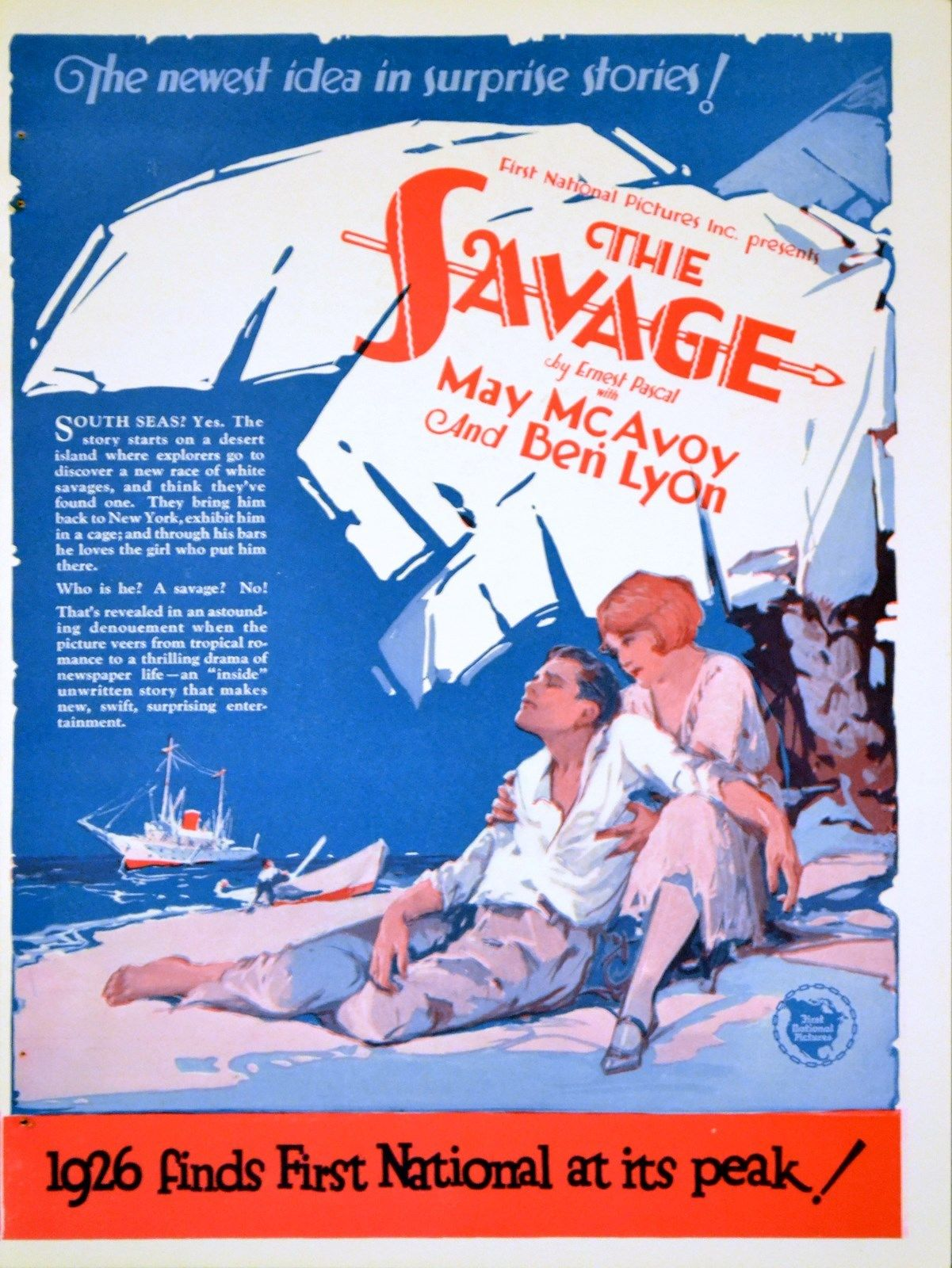
Annonce pour le film dans le magazine Motion Picture News.

Pour plus de détails, voir Fiche technique et Distribution.
The Savage est un film américain réalisé par Fred C. Newmeyer et sorti en 1926.

## Fiche technique
- Réalisation : Fred C. Newmeyer
- Scénario : Jane Murfin, Charles E. Whittaker d'après une histoire courte d'Ernest Pascal
- Production : First National Pictures
- Photographie : George J. Folsey
- Montage : Arthur Tavares
- Genre : comédie[1]
- Distributeur : First National Pictures
- Durée : 6 bobines[2]
- Date de sortie : 18 juillet 1926

## Distribution
- Ben Lyon : Danny Terry
- May McAvoy : Ysabel Atwater
- Tom Maguire : Professeur Atwater
- Philo McCullough : Howard Kipp
- Sam Hardy : Managing Editor
- Charlotte Walker : Mrs. Atwater